# Giovan Battista Dell'Era
Giovan Battista Dell'Era (Treviglio, 20 maggio 1765 – Firenze, 7 gennaio 1799) è stato un pittore italiano.

## Biografia
Nato nel 1765, a Treviglio, allora parte del territorio milanese. Si trasferisce giovanissimo a Bergamo tra il 1775 e il 1781 per frequentare la scuola di Francesco Capella e successivamente a Brera, per completare gli studi presso l'Accademia. Nel 1785 si recò per la prima volta a Roma, dove cominciò la sua attività di ritrattista per la quale fu apprezzato e stimato in tutta la Lombardia. Ritratto da Dell'Era, il cardinale Francesco Carrara gli presenta Angelika Kauffman e il marito Antonio Zucchi, nonché Johann Friedrich Reiffenstein, agente artistico di Caterina II. Nel 1786 ella coinvolse il pittore nella realizzazione di copie delle Logge Vaticane di Raffaello per l’Ermitage. Nel 1787 vince il concorso curlandese dell'Accademia Clementina di Bologna. Morì il 7 gennaio del 1799 a Firenze. 
Dipinse Ester ed Assuero per la Basilica di San Martino ad  Alzano Lombardo.
I suoi disegni, tra cui l'Incontro di Giuseppe e Giacobbe, sono esposti al museo civico di Treviglio. Tali opere sono realizzate principalmente con matita, penna, inchiostro e acquarelli.